# Pere Serra Pastor
Pere Serra Pastor "Arres" (Sóller, 1912 - Barcelona, 1973) fou un mestre d'escola i escriptor mallorquí.
Començà de molt jove a col·laborar al setmanari Sóller. Va estudiar a l'Escola Normal de Palma. Formà part de la Federació Escolar Balear, al costat de Pere Capellà, Margalida Rul·lan, Melcior Rosselló i Cèlia Viñas. Ajudà els esposos J.M. Eyaralar i Catalina Vives, ambdós catedràtics de la Normal, a la colònia d'estiu de la Normal a Portocolom. Signà la Resposta als Catalans. El 1936 va ser empresonat. El 1937 va escriure el llibre "Solamente cuentos", amb il·lustracions de Pere Quetglas "Xam". Entre 1841 i 1942 aconseguí una gran popularitat com a cronista del diari Baleares a Inca i com a periodista deportiu. Més tard fixà la seva residència a Barcelona, des d'on continuà col·laborant al Sóller. Entre 1949 i 1960 va ser col·laborador de Ràdio Espanya de Barcelona.